# 崇德社
國際崇她社（英語：Zonta International），中國大陸與香港譯作國際崇德社，是一個國際性的女性團體。崇她社最早於1919年成立於美國紐約州水牛城，總部現設於芝加哥。
Zonta是美國原住民語言中誠實和值得信賴的意思，該組織主要以社區為基礎，需要幫助的婦女。
崇她社的社花為玫瑰花，並訂立與國際婦女節同日的3月8日為崇她玫瑰日，義賣玫瑰作為團體經費。

## 外部連結
- 國際崇她社網站